# Johann Christoph Bleßmann
Johann Christoph Bleßmann (* 7. Oktober 1760 in Göttingen; † 18. April 1836 in Zweibrücken) war ein deutscher Jakobiner und Sympathisant der Französischen Revolution.

## Leben und Wirken

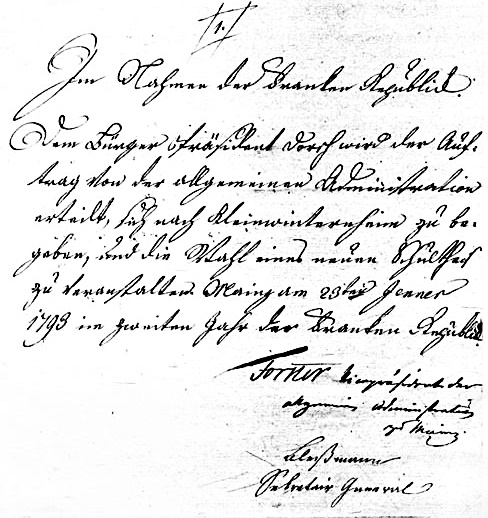
Verfügung der Revolutionäre Georg Forster und Johann Christoph Bleßmann (mit Unterschrift als Secretaire General) zur Wahl eines Schultheißen in Klein-Winternheim, 1793

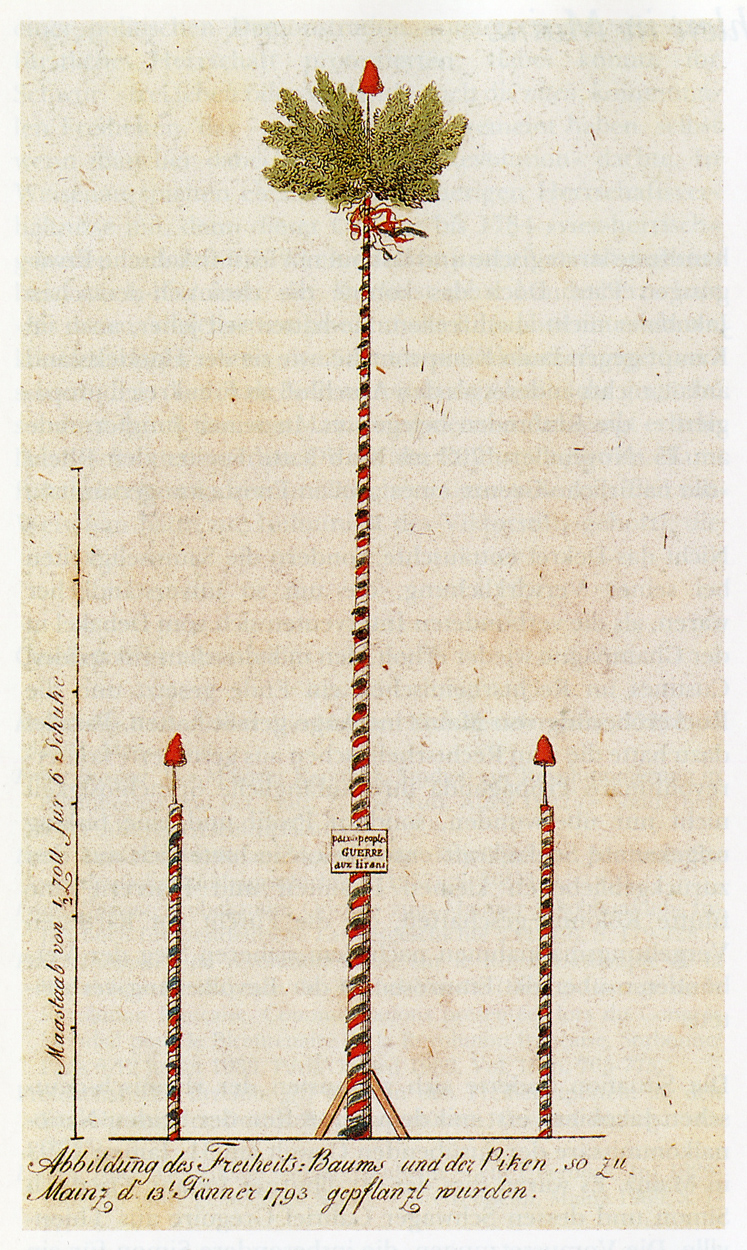
Freiheitsbaum in Mainz, 1793

Vor dem Einmarsch der französischen Revolutionstruppen in die linksrheinischen deutschen Gebiete wirkte Johann Christoph Bleßmann als Hofmeister und Sprachlehrer beim hannoveranischen Gesandten in Mainz. Er gehörte dem Illuminatenorden an und war befreundet mit Georg von Wedekind, dem ebenfalls aus Göttingen stammenden Leibarzt des Kurfürsten, in dessen Haus er auch zeitweise lebte; nebenbei unterrichtete er auch französische Emigranten in der deutschen Sprache.
Der Französische Revolutionsgeneral Adam-Philippe de Custine eroberte Mainz am 21. Oktober 1792, im Rahmen des 1. Koalitionskrieges. Zwei Tage später entstand der Mainzer Jakobinerklub. Dr. Wedekind zählt zu den Mitbegründern und führte auch Bleßmann im November 1792 dort ein. Custine gründete eine Allgemeine Administration für das gesamte Besatzungsgebiet, deren Mitglieder er aus dem Jakobinerklub rekrutierte. Johann Christoph Bleßmann wurde Generalsekretär dieser Verwaltung, Anton Joseph Dorsch war Präsident und Georg Forster dessen Stellvertreter. Am 16. Februar 1793 erließ man eine Proklamation, dass alle Edelleute, Geistliche, Staatsdiener und andere höher stehenden Einwohner den Eid auf die revolutionäre Verfassung Frankreichs ablegen müssten oder schwere Strafen zu erwarten hätten. Mehrere Regierungsangehörige, darunter auch Forster und Bleßmann reisten im Lande umher, ließen Freiheitsbäume aufstellen und zwangen die genannten Personen zur Ablegung des geforderten Eides.
Am 21. Februar des Jahres kamen beide mit 60 Soldaten nach Grünstadt, später zogen sie weitere 150 Mann hinzu. Dort ließen sie die hier residierenden Grafen von Leiningen als Geiseln nach Paris verschleppen, da sie sich weigerten den verlangten Eid abzulegen und beschlagnahmten ihre Schlösser Oberhof und Unterhof. Beide Schlösser sowie das örtliche Kapuzinerkloster wurden geplündert und das Inventar zwischen 28. Februar und 30. März an Interessenten verschleudert, wodurch 25.000 Gulden in die Revolutionskasse flossen. Am 10. März ließ Bleßmann in Grünstadt feierlich einen Freiheitsbaum aufrichten. Er hielt bei dieser Gelegenheit selbst eine französische Ansprache und hatte auch den jungen Gymnasial-Konrektor Carl Christian Heubach bedrängt, eine öffentliche Rede in Deutsch zu halten, wodurch sich dieser vor den Einwohnern diskreditierte, seine Pädagogenstelle verlor und schließlich seine Heimatstadt verlassen musste. Am 12. März erschien Johann Christoph Bleßmann, begleitet von zwei Pistolen tragenden Reitern, auf dem Rathaus in Eisenberg und verlangte von Schultheiß Meurer die Ablegung des Eides, widrigenfalles er es mit Militär durchsetzen werde. Weniger Glück hatten Forster und Bleßmann mit ihren Aktionen in Winnweiler gehabt. Dort waren sie von den aufgebrachten Bauern mit Knüppeln verprügelt und festgehalten worden, bis sie der Revolutionsanführer Merlin de Thionville, der inzwischen in Grünstadt weilte, mit militärischer Hilfe befreite.
Am 17. März 1793 trat in Mainz der Rheinisch-Deutsche Nationalkonvent der neu gegründeten Mainzer Republik zusammen, in den Johann Christoph Bleßmann als Deputierter des Bezirks Carlsberg gewählt worden war. Bereits im Juli 1793 hörte dieser Staat auf zu existieren. Danach betätigte er sich ab 1794 als Informant für das Revolutionsregime im Département Haut-Rhin. Das Kriegsglück wechselte mehrfach, die Franzosen blieben schließlich siegreich. Solange sie die bisher deutschen Gebiete des linken Rheinufers besetzt hielten, arbeitete Bleßmann für sie. Zuletzt war er vereidigter Dolmetscher am Kreisgericht Mainz.
Als sich die politischen Verhältnisse änderten, wechselte er sofort in den Dienst der vorläufigen österreichisch-bayerischen Regierung. Diese stellte ihn am 1. August 1815 als Obergerichtsschreiber am Appellationsgerichtshof in Kaiserslautern an. Er wurde Beamter des Königreichs Bayern und ging am 13. Februar 1832 als Obergerichtsschreiber am Appellationsgericht Zweibrücken in Pension.
Johann Christoph Bleßmann starb am 18. April 1836 in Zweibrücken.